# Feodosia
Feodosia (în rusă Феодосия, transliterat: Feodosiia; în ucraineană Феодо́сія, Теодо́сія, transliterat: Feodosiia, Teodosiia; în tătară crimeeană și turcă: Kefe), numită și Teodosia (din greacă Θεοδοσία), este un port și stațiune, un oraș de importanță regională în Crimeea pe litoralul Mării Negre. Feodosia servește drept centru administrativ al municipiului Feodosia, una dintre regiunile în care este împărțită Crimeea. În perioada în care a fost colonie a Republicii Genoveze, orașul era cunoscut drept Caffa (în ligură: Cafà) sau Kaffa. Populație: 69.145 (recensământul din 2014).

## Demografie
Componența lingvistică a orașului Feodosia
     Rusă (90,32%)
     Ucraineană (7,45%)
     Tătară crimeeană (1,07%)
     Alte limbi (0,36%)
Conform recensământului ucrainean din 2001, majoritatea populației orașului Feodosia era vorbitoare de rusă (90,32%), existând în minoritate și vorbitori de ucraineană (7,45%) și tătară crimeeană (1,07%).
În anul 2013, s-a estimat că populația din localitatea ucraineană ar fi de 69.461 locuitori. 